# آندروس آنسیپ
آندروس آنسیپ (به استونیایی: Andrus Ansip) (زاده ۱ اکتبر ۱۹۵۶ - تارتو) سیاستمدار اهل کشور استونی است.
وی از سال ۲۰۰۵ میلادی تاکنون نخست‌وزیر کشور استونی از طرف حزب اصلاحات استونی است. آنسیپ دانش‌آموخته رشته شیمی در دانشگاه تارتو است و در سال‌های ۱۹۹۸ تا ۲۰۰۴ به عنوان شهردار تارتو و همچنین از سال ۲۰۰۴ تا ۲۰۰۵ به عنوان وزیر اقتصاد استونی مشغول به کار بوده‌است.